# Кетанда (село)
Кетанда — упразднённое в 2016 году село в Охотском районе Хабаровского края. Входило в состав Аркинского сельского поселения. 

## География
Находится в самом северном районе региона, в лесотундровой зоне, в 160 километрах от северо-западного побережья Охотского моря, в 180 километрах от Охотска.
Климат
Кетанда находится на Крайнем Севере. Резко континентальный климат.

## История
С 1967 года этот населенный пункт стал базой национального оленеводческо-промыслового хозяйства колхоза имени ХХ партсъезда.
В 2016 году, в связи с отсутствием проживающих граждан упразднены следующие сельские населенные пункты:
1. село Кетанда, находящееся на территории Охотского района;
2. метеостанция Дуки, находящуюся на территории Солнечного района.

## Население
| 1926 | 2002 | 2010 | 2011 | 2012 | 2017 |
| ---- | ---- | ---- | ---- | ---- | ---- |
| 103  | ↗178 | ↘62  | ↘61  | →61  | ↘0   |

Национальный состав
Село отнесено к территориям компактного проживания коренных малочисленных народов..
По данным путешественника Марины Галкиной, в 2020 году в селе постоянно проживает одна семья из двух человек, Виктории и Иннокентия.

## Экономика
Ранее в селе функционировала базовая оленеводческая фактория Охотского района. К 2016 году отсутствовали капитальные здания, строения, организации, объекты социального и культурного назначения, жилые дома.

## Транспорт
Село находилось в одной из самой отдаленной и труднодоступной местностей Хабаровского края. Дороги общего пользования отсутствовали.